# Stig Tøfting
Stig Tøfting (Hørning, 14 agosto 1969) è un ex calciatore danese, di ruolo centrocampista difensivo.

## Carriera
Ha collezionato numerose presenze nella nazionale danese, giocando diversi campionati mondiali ed europei. Fra i club in cui ha militato ci sono Aarhus, Odense, Amburgo, Duisburg, Bolton, Tianjin Teda e BK Häcken. Attualmente è nello staff tecnico dei danesi del Randers FC, con cui vinse da giocatore la Coppa di Danimarca e conquistò la promozione nella massima serie danese.
Ha concluso la sua carriera da calciatore in data 1º dicembre 2007, giocando la sua ultima partita contro il Viborg FF. Dopo aver lasciato il calcio giocato è diventato uno dei commentatori tecnici dell'emittente danese DanishDelight.

## Controversie
Quando aveva 13 anni si ritrovò un giorno, al ritorno a casa, entrambi i genitori morti a causa di un omicidio-suicidio. Inoltre nel 2003 perse un figlio di 22 giorni in seguito ad una meningite.
È balzato spesso alle cronache per i suoi guai giudiziari: nel 1999 ha mandato all'ospedale un ragazzo in una discoteca di Aarhus, ottenendo 20 giorni di carcere con la condizionale.
Nell'anno 2000, desideroso di aprire un bar nel suo paese natale, si vede negare la licenza dal sindaco per via di losche conoscenze. A questo punto Stig si è autocandidato a sindaco, ottenendo i consensi necessari a decretare la sconfitta del rivale, salvo poi ritirarsi all'ultimo in quanto non interessato all'attività di primo cittadino. Il successore gli concederà poi la licenza.
Durante i mondiali di calcio del 2002 è protagonista di una rissa con il compagno Jesper Grønkjær, reo di avere reagito ad un suo scherzo.
Sempre nel 2002 prende a testate il proprietario di un ristorante di Copenaghen che si lamentava dell'eccessiva baldoria sua e dei compagni di Nazionale (picchiando successivamente anche il cameriere del locale), ottenendo quattro mesi di carcere e compromettendo il suo ingaggio al Bolton.
Nel 2004 è stato licenziato dall'Aarhus per aver picchiato alcuni compagni di squadra durante la festa di Natale.
Nel 2005 pubblica un'autobiografia intitolata No regrets, come il tatuaggio che porta sul ventre.

## Statistiche

### Cronologia presenze e reti in nazionale
| Cronologia completa delle presenze e delle reti in nazionale ― Danimarca | Cronologia completa delle presenze e delle reti in nazionale ― Danimarca | Cronologia completa delle presenze e delle reti in nazionale ― Danimarca | Cronologia completa delle presenze e delle reti in nazionale ― Danimarca | Cronologia completa delle presenze e delle reti in nazionale ― Danimarca | Cronologia completa delle presenze e delle reti in nazionale ― Danimarca | Cronologia completa delle presenze e delle reti in nazionale ― Danimarca | Cronologia completa delle presenze e delle reti in nazionale ― Danimarca |
| Data                                                                     | Città                                                                    | In casa                                                                  | Risultato                                                                | Ospiti                                                                   | Competizione                                                             | Reti                                                                     | Note                                                                     |
| ------------------------------------------------------------------------ | ------------------------------------------------------------------------ | ------------------------------------------------------------------------ | ------------------------------------------------------------------------ | ------------------------------------------------------------------------ | ------------------------------------------------------------------------ | ------------------------------------------------------------------------ | ------------------------------------------------------------------------ |
| 30-1-1993                                                                | Tempe                                                                    | Stati Uniti                                                              | 2 – 2                                                                    | Danimarca                                                                | Amichevole                                                               | -                                                                        | 20’                                                                      |
| 31-3-1993                                                                | Copenaghen                                                               | Danimarca                                                                | 1 – 0                                                                    | Spagna                                                                   | Qual. Mondiali 1994                                                      | -                                                                        | 87’                                                                      |
| 16-6-1996                                                                | Sheffield                                                                | Croazia                                                                  | 3 – 0                                                                    | Danimarca                                                                | Euro 1996 - 1º turno                                                     | -                                                                        | 68’                                                                      |
| 28-5-1998                                                                | Malmö                                                                    | Svezia                                                                   | 3 – 0                                                                    | Danimarca                                                                | Amichevole                                                               | -                                                                        | 35’                                                                      |
| 24-6-1998                                                                | Lione                                                                    | Francia                                                                  | 2 – 1                                                                    | Danimarca                                                                | Mondiali 1998 - 1º turno                                                 | -                                                                        | 75’ 78’                                                                  |
| 3-7-1998                                                                 | Nantes                                                                   | Brasile                                                                  | 3 – 2                                                                    | Danimarca                                                                | Mondiali 1998 - Quarti di finale                                         | -                                                                        | 46’ 72’                                                                  |
| 27-3-1999                                                                | Copenaghen                                                               | Danimarca                                                                | 1 – 2                                                                    | Italia                                                                   | Qual. Euro 2000                                                          | -                                                                        | 77’                                                                      |
| 28-4-1999                                                                | Copenaghen                                                               | Danimarca                                                                | 1 – 1                                                                    | Sudafrica                                                                | Amichevole                                                               | -                                                                        |                                                                          |
| 5-6-1999                                                                 | Copenaghen                                                               | Danimarca                                                                | 1 – 0                                                                    | Bielorussia                                                              | Qual. Euro 2000                                                          | -                                                                        | 66’                                                                      |
| 9-6-1999                                                                 | Liverpool                                                                | Galles                                                                   | 0 – 2                                                                    | Danimarca                                                                | Qual. Euro 2000                                                          | 1                                                                        | 81’                                                                      |
| 18-8-1999                                                                | Copenaghen                                                               | Danimarca                                                                | 0 – 0                                                                    | Paesi Bassi                                                              | Amichevole                                                               | -                                                                        | 83’                                                                      |
| 4-9-1999                                                                 | Odense                                                                   | Danimarca                                                                | 2 – 1                                                                    | Svizzera                                                                 | Qual. Euro 2000                                                          | -                                                                        |                                                                          |
| 8-9-1999                                                                 | Napoli                                                                   | Italia                                                                   | 2 – 3                                                                    | Danimarca                                                                | Qual. Euro 2000                                                          | -                                                                        | 22’ 52’                                                                  |
| 10-10-1999                                                               | Copenaghen                                                               | Danimarca                                                                | 0 – 0                                                                    | Iran                                                                     | Amichevole                                                               | -                                                                        | 73’                                                                      |
| 13-11-1999                                                               | Ramat Gan                                                                | Israele                                                                  | 0 – 5                                                                    | Danimarca                                                                | Qual. Euro 2000                                                          | 1                                                                        | 79’                                                                      |
| 17-11-1999                                                               | Copenaghen                                                               | Danimarca                                                                | 3 – 0                                                                    | Israele                                                                  | Qual. Euro 2000                                                          | -                                                                        |                                                                          |
| 29-3-2000                                                                | Leiria                                                                   | Portogallo                                                               | 2 – 1                                                                    | Danimarca                                                                | Amichevole                                                               | -                                                                        | 60’                                                                      |
| 26-4-2000                                                                | Copenaghen                                                               | Danimarca                                                                | 0 – 1                                                                    | Svezia                                                                   | Amichevole                                                               | -                                                                        | 57’                                                                      |
| 3-6-2000                                                                 | Copenaghen                                                               | Danimarca                                                                | 2 – 2                                                                    | Belgio                                                                   | Amichevole                                                               | -                                                                        | 34’                                                                      |
| 11-6-2000                                                                | Bruges                                                                   | Francia                                                                  | 3 – 0                                                                    | Danimarca                                                                | Euro 2000 - 1º turno                                                     | -                                                                        | 72’                                                                      |
| 16-6-2000                                                                | Rotterdam                                                                | Danimarca                                                                | 0 – 3                                                                    | Paesi Bassi                                                              | Euro 2000 - 1º turno                                                     | -                                                                        | 60’                                                                      |
| 21-6-2000                                                                | Liegi                                                                    | Danimarca                                                                | 0 – 2                                                                    | Rep. Ceca                                                                | Euro 2000 - 1º turno                                                     | -                                                                        | 54’                                                                      |
| 7-10-2000                                                                | Belfast                                                                  | Irlanda del Nord                                                         | 1 – 1                                                                    | Danimarca                                                                | Qual. Mondiali 2002                                                      | -                                                                        |                                                                          |
| 11-10-2000                                                               | Copenaghen                                                               | Danimarca                                                                | 1 – 1                                                                    | Bulgaria                                                                 | Qual. Mondiali 2002                                                      | -                                                                        |                                                                          |
| 15-11-2000                                                               | Copenaghen                                                               | Danimarca                                                                | 2 – 1                                                                    | Germania                                                                 | Amichevole                                                               | -                                                                        | 87’                                                                      |
| 24-3-2001                                                                | Ta' Qali                                                                 | Malta                                                                    | 0 – 5                                                                    | Danimarca                                                                | Qual. Mondiali 2002                                                      | -                                                                        |                                                                          |
| 28-3-2001                                                                | Praga                                                                    | Rep. Ceca                                                                | 0 – 0                                                                    | Danimarca                                                                | Qual. Mondiali 2002                                                      | -                                                                        |                                                                          |
| 25-4-2001                                                                | Copenaghen                                                               | Danimarca                                                                | 3 – 0                                                                    | Slovenia                                                                 | Amichevole                                                               | -                                                                        | 68’                                                                      |
| 2-6-2001                                                                 | Copenaghen                                                               | Danimarca                                                                | 2 – 1                                                                    | Rep. Ceca                                                                | Qual. Mondiali 2002                                                      | -                                                                        | 25’                                                                      |
| 6-6-2001                                                                 | Copenaghen                                                               | Danimarca                                                                | 2 – 1                                                                    | Malta                                                                    | Qual. Mondiali 2002                                                      | -                                                                        | 75’                                                                      |
| 15-8-2001                                                                | Nantes                                                                   | Francia                                                                  | 1 – 0                                                                    | Danimarca                                                                | Amichevole                                                               | -                                                                        |                                                                          |
| 1-9-2001                                                                 | Copenaghen                                                               | Danimarca                                                                | 1 – 1                                                                    | Irlanda del Nord                                                         | Qual. Mondiali 2002                                                      | -                                                                        |                                                                          |
| 5-9-2001                                                                 | Sofia                                                                    | Bulgaria                                                                 | 0 – 2                                                                    | Danimarca                                                                | Qual. Mondiali 2002                                                      | -                                                                        |                                                                          |
| 6-10-2001                                                                | Copenaghen                                                               | Danimarca                                                                | 6 – 0                                                                    | Islanda                                                                  | Qual. Mondiali 2002                                                      | -                                                                        |                                                                          |
| 13-2-2002                                                                | Riad                                                                     | Arabia Saudita                                                           | 0 – 1                                                                    | Paesi Bassi                                                              | Amichevole                                                               | -                                                                        | 78’                                                                      |
| 17-5-2002                                                                | Copenaghen                                                               | Danimarca                                                                | 2 – 1                                                                    | Camerun                                                                  | Amichevole                                                               | -                                                                        | 65’                                                                      |
| 26-5-2002                                                                | Wakayama                                                                 | Danimarca                                                                | 2 – 1                                                                    | Tunisia                                                                  | Amichevole                                                               | -                                                                        | 69’                                                                      |
| 1-6-2002                                                                 | Ulsan                                                                    | Uruguay                                                                  | 1 – 2                                                                    | Danimarca                                                                | Mondiali 2002 - 1º turno                                                 | -                                                                        |                                                                          |
| 6-6-2002                                                                 | Taegu                                                                    | Danimarca                                                                | 1 – 1                                                                    | Senegal                                                                  | Mondiali 2002 - 1º turno                                                 | -                                                                        |                                                                          |
| 11-6-2002                                                                | Incheon                                                                  | Danimarca                                                                | 2 – 0                                                                    | Francia                                                                  | Mondiali 2002 - 1º turno                                                 | -                                                                        | 79’                                                                      |
| 15-6-2002                                                                | Niigata                                                                  | Danimarca                                                                | 0 – 3                                                                    | Inghilterra                                                              | Mondiali 2002 - Ottavi di finale                                         | -                                                                        | 24’ 59’                                                                  |
| Totale                                                                   |                                                                          | Presenze                                                                 | 41                                                                       |                                                                          | Reti                                                                     | 2                                                                        |                                                                          |

## Palmarès

### Club

#### Competizioni nazionali
- Coppa di Danimarca: 2

Aarhus: 1991-1992, 1995-1996

#### Competizioni internazionali
- Coppa Piano Karl Rappan: 1

Amburgo: 1994